# Conseil départemental de l'Aude
Le conseil départemental de l’Aude est l'assemblée délibérante du département français de l'Aude, collectivité territoriale décentralisée. Son siège se trouve à Carcassonne.

## Présidence
La présidente du conseil départemental de l'Aude est Hélène Sandragné (PS) depuis le 2 juillet 2020.

### Anciens présidents
| Période                                  | Période                      | Identité                        | Étiquette                    | Étiquette                    |
| Président du conseil général             | Président du conseil général | Président du conseil général    | Président du conseil général | Président du conseil général |
| ---------------------------------------- | ---------------------------- | ------------------------------- | ---------------------------- | ---------------------------- |
| 1825                                     |                              | Jean de La Rochefoucauld-Bayers |                              |                              |
| Les données manquantes sont à compléter. |                              |                                 |                              |                              |
| 1876                                     | 1885                         | Pierre-Louis Beraldi            |                              |                              |
| 1885                                     |                              | Aristide Douarche               |                              |                              |
| Les données manquantes sont à compléter. |                              |                                 |                              |                              |
| 1893                                     | 1894                         | Étienne Dujardin-Beaumetz       |                              | Rép.                         |
| Les données manquantes sont à compléter. |                              |                                 |                              |                              |
| 1898                                     | 1901                         | Étienne Dujardin-Beaumetz       |                              | G.rad.                       |
| 1901                                     | 1902                         | Armand Gauthier                 |                              | Rad.                         |
| 1903                                     | 1905                         | Étienne Dujardin-Beaumetz       |                              | Rad.                         |
| 1905                                     | 1906                         | Armand Gauthier                 |                              | Rad.                         |
| 1907                                     | 1908                         | Étienne Dujardin-Beaumetz       |                              | Rad.                         |
| 1908                                     | 1921                         | Armand Gauthier                 |                              | Rad.                         |
| 1921                                     | 1940                         | Albert Sarraut                  |                              | PRRRS                        |
| 1940                                     | 1945                         | Conseil général suspendu        | Conseil général suspendu     | Conseil général suspendu     |
| 1945                                     | 1949                         | Georges Guille                  |                              | SFIO                         |
| 1949                                     | 1951                         | Francis Vals                    |                              | SFIO                         |
| 1951                                     | 1976                         | Georges Guille                  |                              | SFIO puis PS                 |
| 1976                                     | 1987                         | Robert Capdeville               |                              | PS                           |
| 1987                                     | 1998                         | Raymond Courrière               |                              | PS                           |
| 1998                                     | 2011                         | Marcel Rainaud                  |                              | PS                           |
| 2011                                     | 2015                         | André Viola                     |                              | PS                           |
| Président du conseil départemental       |                              |                                 |                              |                              |
| 2015                                     | 2020                         | André Viola                     |                              | PS                           |
| 2020                                     | En cours                     | Hélène Sandragné                |                              | PS                           |

## Les vice-présidents

### 2008-2011
- Pierre Authier (PS), 1er vice-président chargé des Finances et des Ressources humaines

- Paul Durand (PS), 2e vice-président chargé de la Solidarité et de l'Action sociale
- Alain Marcaillou (PCF), 3e vice-président chargé du Patrimoine et des Transports
- Hervé Baro (PS), 4e vice-président chargé des Infrastructures routières
- Jacques Arino (PS), 5e vice-président
- Michel Escande (PS), 6e vice-président chargé de l'Aménagement du territoire et de la ruralité
- Marcel Martinez (PS), 7e vice-président chargé du Développement économique et touristique
- Michel Brousse (PS), 8e vice-président chargé de l'Environnement et de la prévention des risques naturels
- Anne-Marie Jourdet (PS), 9e vice-présidente
- André Viola (PS), 10e vice-président chargé de l'Enseignement, de la Culture, du Sport, du Plein Air et de la Jeunesse

### À partir de 2015
8 vice-présidents :
- Hervé Baro
- Tamara Rivel
- Patrick Maugard
- Hélène Sandragné
- Pierre Bardies
- Valérie Dumontet
- Alain Ginies
- Catherine Bossis

## Les conseillers départementaux
Le conseil départemental de l'Aude comprend 38 conseillers départementaux issus des 19 cantons de l'Aude.
| Parti                               | Sigle | Sigle | Élus | Groupes          |
| ----------------------------------- | ----- | ----- | ---- | ---------------- |
| Majorité (36 sièges)                |       |       |      |                  |
| Parti socialiste                    |       | PS    | 20   | Unis pour l'Aude |
| Europe Écologie Les Verts           |       | EÉLV  | 5    | Unis pour l'Aude |
| Divers gauche                       |       | DVG   | 5    | Unis pour l'Aude |
| Parti radical de gauche             |       | PRG   | 2    | Unis pour l'Aude |
| Parti communiste français           |       | PCF   | 2    | Unis pour l'Aude |
| Opposition (4 sièges)               |       |       |      |                  |
| Divers droite                       |       | DVD   | 3    | Non-inscrits     |
| Les Républicains                    |       | LR    | 1    | Non-inscrits     |
| Présidente du Conseil départemental |       |       |      |                  |
| Hélène Sandragné (PS)               |       |       |      |                  |

## Budget
Le conseil général de l'Aude a en 2007 un budget en milliards d'euros.

### Budget d’investissement en millions d'euros
- 2005 : ?
- 2006 : ?
- 2007 : ?

| Domaine d'investissement             | Investissement en millions d'euros |
| ------------------------------------ | ---------------------------------- |
| Déplacements                         | ?                                  |
| Aide aux communes                    | ?                                  |
| Enseignement                         | ?                                  |
| Environnement, aménagement, logement | ?                                  |
| Sécurité                             | ?                                  |

## Identité visuelle

Logo de l'Aude (conseil général) de [Quand ?] à 2015
Logo de l'Aude (conseil départemental) depuis 2015